# Barrage d'Akosombo
Le barrage d’Akosombo est un barrage hydroélectrique au sud-est du Ghana, construit dans les gorges d’Akosombo sur la Volta. Sa construction, par le consortium d'entreprises italiennes Impregilo SpA entre 1961 et 1965 aboutit à la création du lac Volta, plus grand lac artificiel au monde et qui couvre 3,6 % de la surface du Ghana. 80 000 personnes, soit 1 % de la population ghanéenne, furent déplacées pour permettre sa mise en service.
La fonction première du barrage fut de fournir de l’électricité à l’industrie de l’aluminium. Sa capacité d’origine était de 912 MW, augmentée à 1020 MW en 2006.
Le barrage fait partie d’un complexe englobant une fonderie d'aluminium à Tema et un réseau de lignes à haute tension traversant le sud du Ghana. La fonderie devait fournir suffisamment de revenus pour permettre d’exploiter les mines locales de bauxite sans devoir se reposer sur les importations.
Le projet de fonderie fut supervisé par Kaiser Aluminium, et la fonderie elle-même est gérée par la Volta Aluminium Company (VALCO), toutes deux sociétés de capitaux américains.

## Historique
La première idée de construire un barrage sur la Volta remonte à 1915 et est due au géologue Albert Ernest Kitson, mais les premiers plans ne furent dessinés qu’en 1940. Le gouvernement du Ghana commença finalement sa construction en 1961 à l’initiative de Kwame Nkrumah, alors Premier ministre du jeune Ghana indépendant, afin de développer l’industrie et de réduire la dépendance du pays aux seules plantations de cacao. Le barrage fut financé conjointement par des prêts de la Banque internationale pour la reconstruction et le développement, de la Banque mondiale, des États-Unis et du Royaume-Uni à hauteur de 40 millions de dollars. Le Ghana apporta les 69 millions nécessaires à la construction de l’usine hydroélectrique. La plus grande partie (80 %) de l’électricité produite alimente la Volta Aluminium Company,.
La fonderie fut quant à elle financée par des actionnaires de VALCO avec le soutien de l’Eximbank après avoir reçu des garanties sur les prix de l’électricité et les impôts de la part du gouvernement ghanéen. Le coût total du projet est estimé à 258 millions de dollars.
En 1961, le gouvernement ghanéen mit en place l’Autorité du fleuve Volta, chargée de superviser le développement du bassin de la Volta et de fournir l’électricité dont le pays a besoin.
Le barrage fut mis en service en 1965.
En 2007, l'autorité du bassin de la Volta est créée pour permettre une gestion multinationale du barrage.

## Structure
Il s'agit d'un barrage hydroélectrique en enrochement. Le lac crée le lac Volta, qui est le plus grand lac artificiel du monde.

## Impact

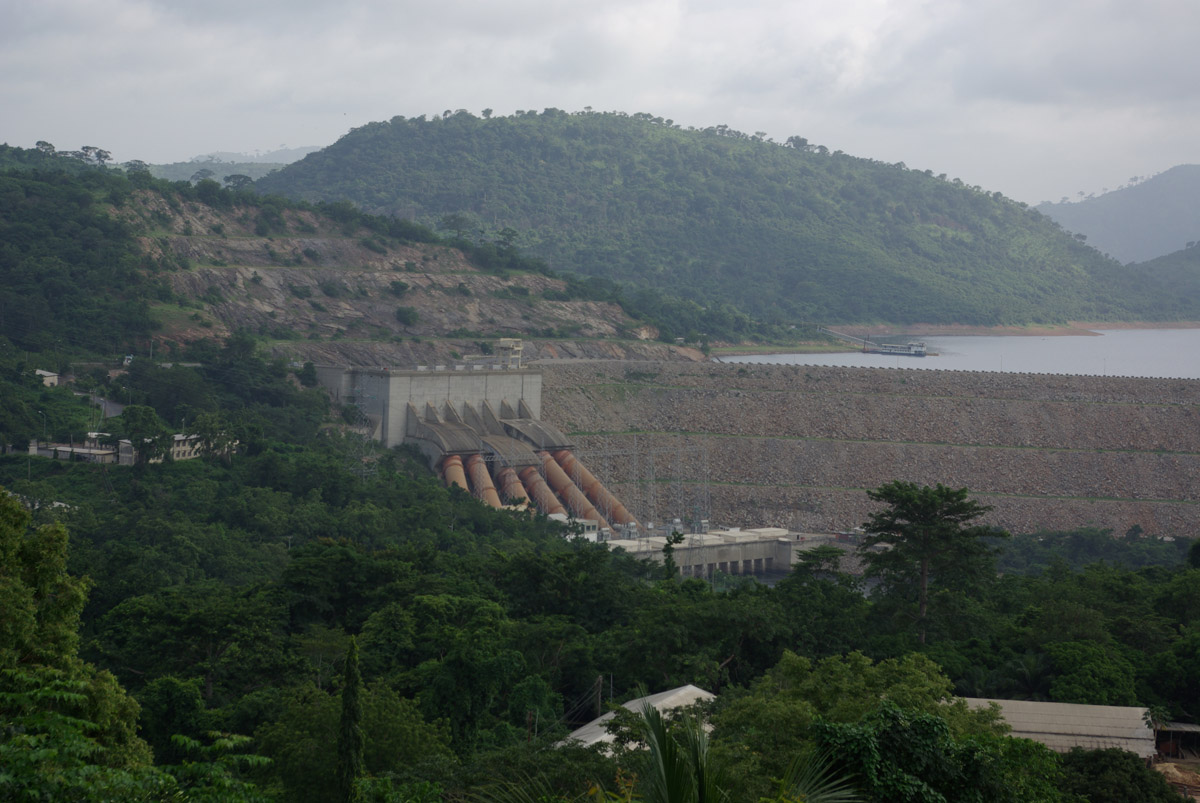
La centrale hydroélectrique.

### Impact économique
De manière générale, le barrage fut bénéfique aux activités industrielles et économiques. Il ouvrit de nouvelles voies navigables et augmenta le produit de la pêche et de la pisciculture. Il renforça l’offre énergétique du Ghana, fournissant le pays et lui permettant de vendre le surplus aux pays voisins, Bénin et Togo. L'énergie sert aujourd'hui à faire tourner une usine de traitement de l'aluminium. La demande augmenta cependant plus vite que l’offre et un second barrage, plus petit, fut construit en 1981 près de la ville de Kpong, en aval d’Akosombo.

### Impact environnemental
La production agricole diminua sensiblement après la mise en service du barrage, les rives du lac étant moins fertiles que les terres immergées. La régulation opérée par le barrage a fait disparaître les inondations périodiques sur lesquelles l’agriculture traditionnelle s’appuyait. L’usage massif de fertilisants a causé une eutrophisation du lac et permis l’invasion d’algues, qui menacent les espèces locales, dont des crevettes et des coquillages, et rendent la navigation difficile.

### Impact humain
La création du lac obligea les autorités ghanéennes à déplacer 80 000 personnes, qui perdirent leur source d’activité et leur tissu social, et exercèrent une pression démographique supplémentaire sur les régions où elles furent relogées. Deux ans avant l'achèvement du barrage, 52 nouveaux villages furent créés par l’Autorité du fleuve Volta pour accueillir les déplacés issus de plus de 700 villages.
L’apparition d’une grande surface d’eau stagnante a provoqué une recrudescence de maladies liées à l’eau comme la malaria et la bilharziose, en particulier chez les enfants et les pêcheurs. La raréfaction d’espèces faciles à pêcher, et donc bon marché, réduisit la part de protéines du régime alimentaire des populations les plus pauvres.